# Età dell'uomo

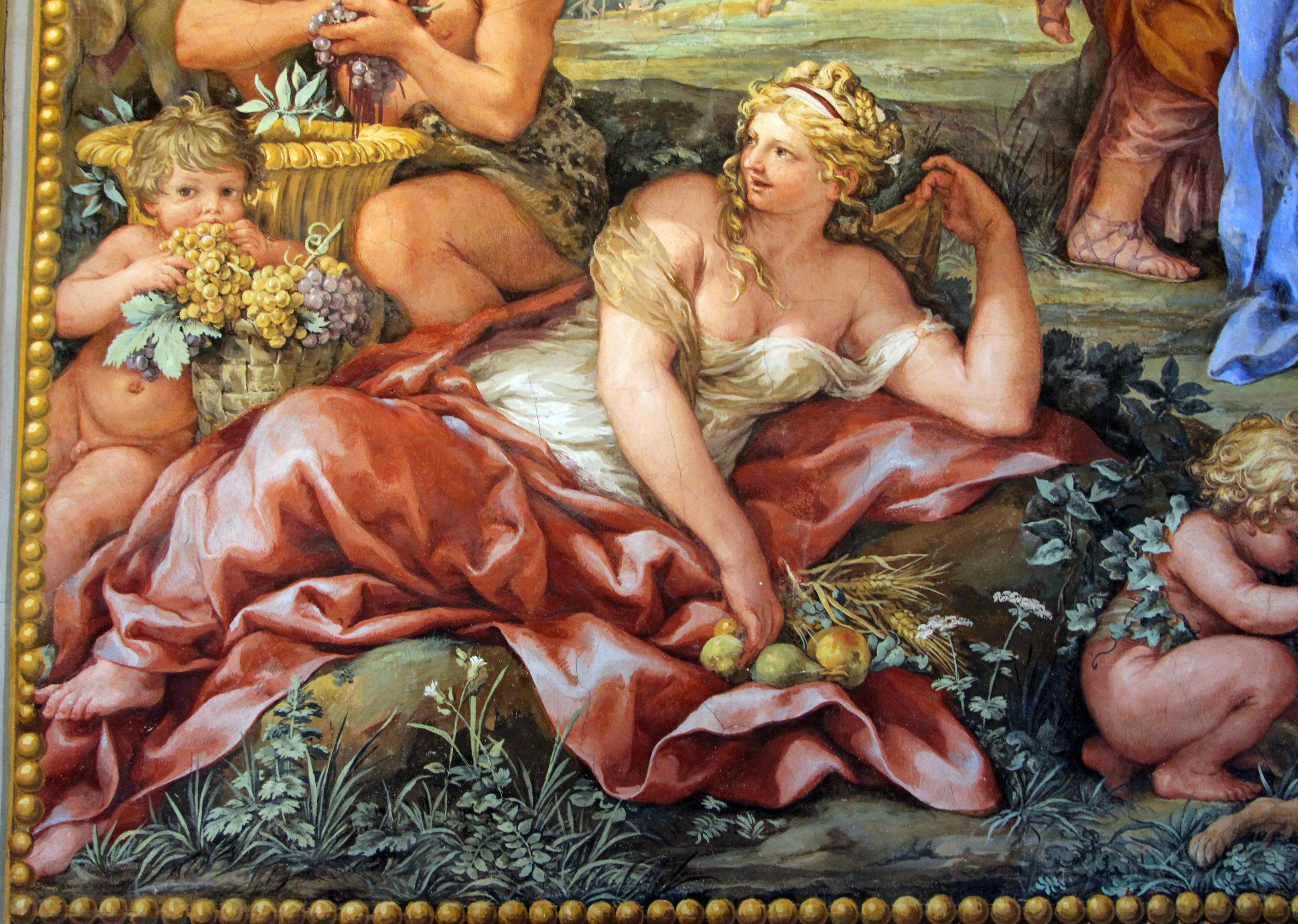
Particolare dell'Età dell'argento

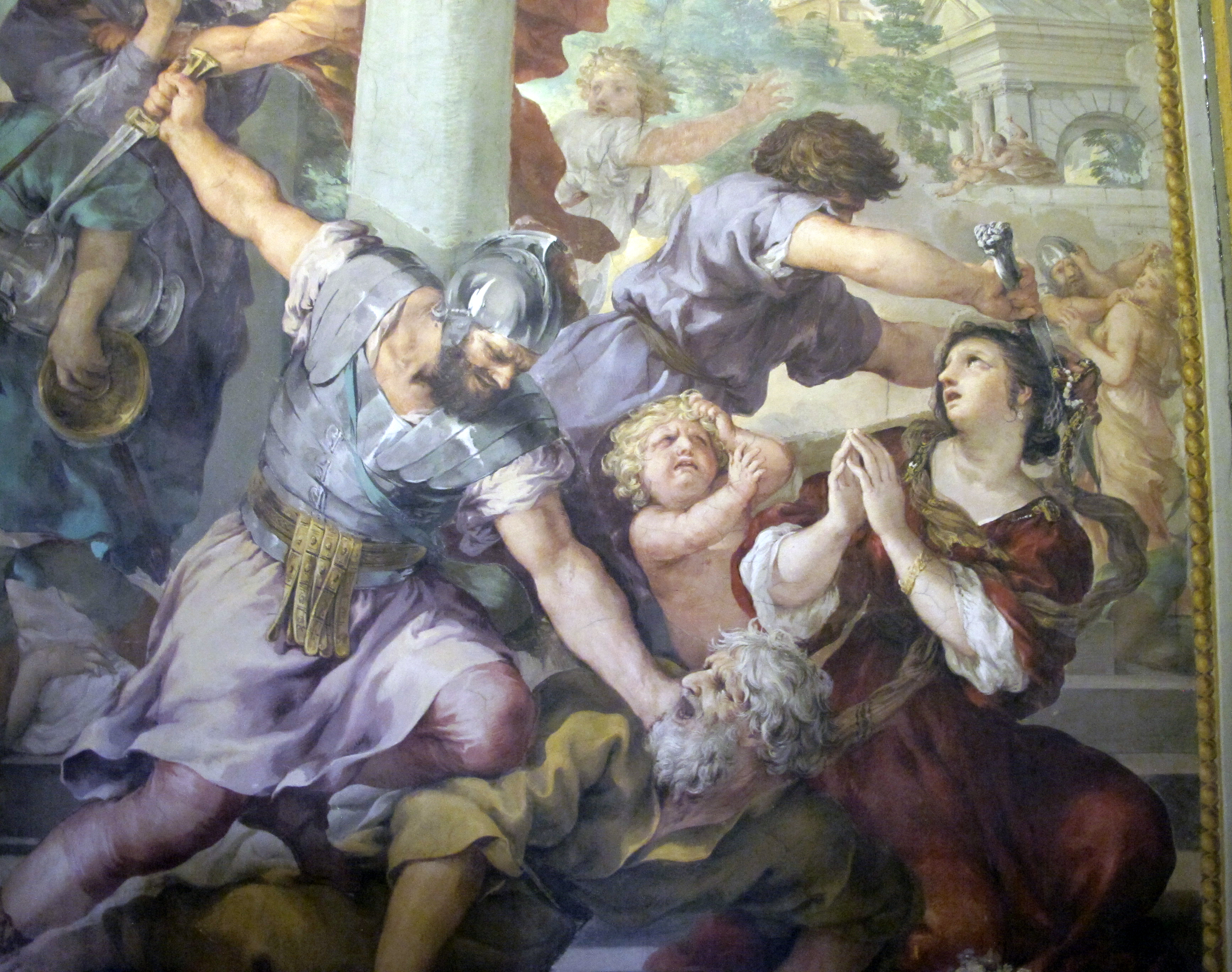
Particolare dellEtà del ferro

Le Età dell'uomo sono un ciclo di quattro affreschi di Pietro da Cortona, di cui due scene databili al 1637 e altre due al 1641, e che decorano le pareti laterali della sala della Stufa di palazzo Pitti a Firenze.
Le scene costituiscono, assieme al Trionfo della Divina Provvidenza di palazzo Barberini a Roma, agli affreschi delle sale dei Pianeti dello stesso palazzo Pitti nonché a quelli delle Storie di Enea del palazzo Pamphilj di piazza Navona a Roma, uno dei momenti più alti dell'arte pittorica del Cortona e, più in generale, del barocco italiano su affresco.

## Storia

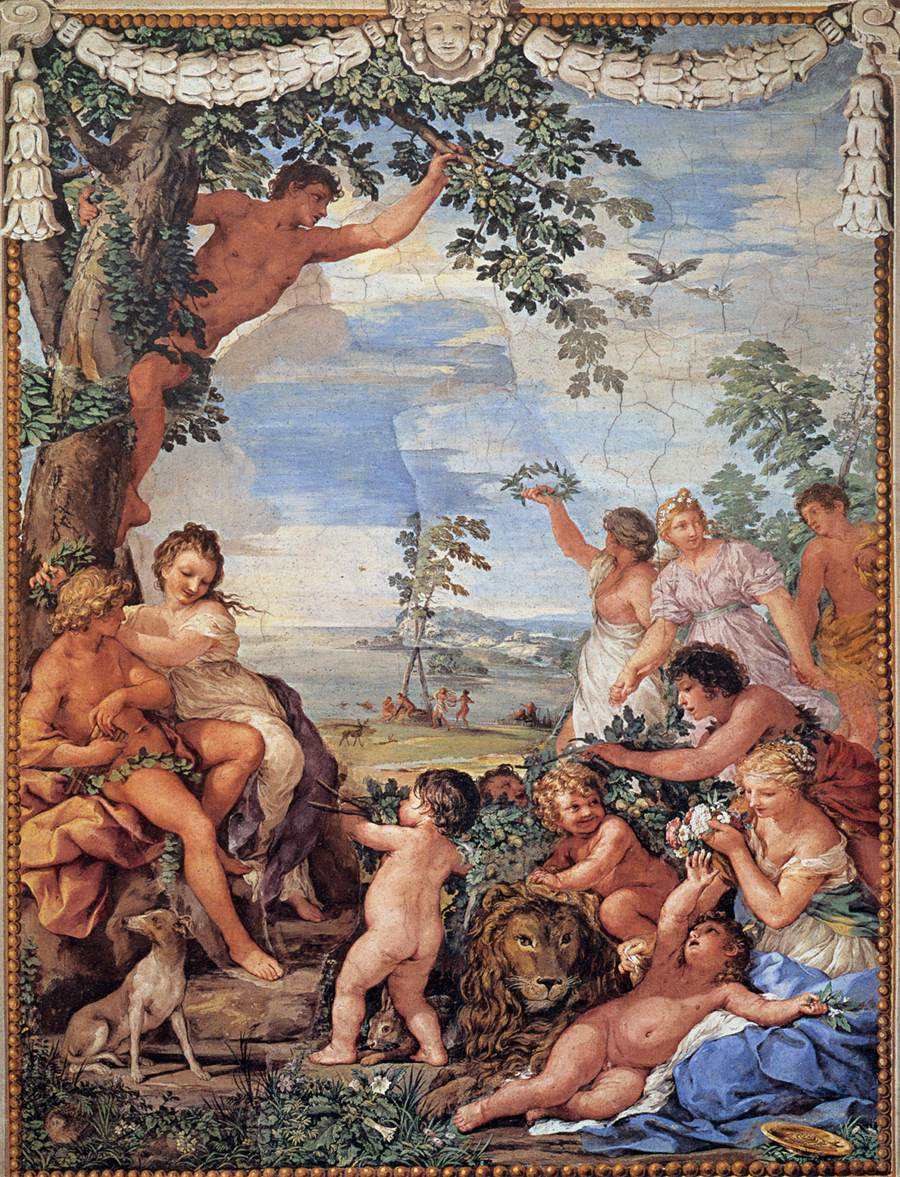
Età dell'oro

Nel 1637 Pietro da Cortona, durante un viaggio che conduceva l'amico Giulio Cesare Sacchetti a Bologna, appena nominato cardinale della città emiliana, si fermò in un lungo soggiorno a Firenze, durato nel complesso più di 7 anni, intervallato in tre momenti diversi da vari rientri a Roma. In questo lasso di tempo il pittore toscano lasciò nella città granducale alcune delle più importanti opere del suo catalogo, ossia gli affreschi con le Quattro età dell'uomo per la sala della Stufa e quelli delle sale dei Pianeti, entrambi nelle sale di rappresenetanza al piano nobile di palazzo Pitti. Probabilmente proprio per intercessione del Sacchetti, il Cortona si trovò a ottemperare alla richiesta di Ferdinando II de' Medici di decorare la sala della Stufa, in origine destinata a camerino del granduca, da eseguire in ordine al progetto iconografico steso da Michelangelo Buonarroti il Giovane, presso la cui dimora era ospitato il Cortona. Il ciclo prevedeva sulle pareti laterali della stanza quattro scene distinte, con le diverse Età della storia umana (in ordine: oro, argento, bronzo e ferro), tema tratto da Le Metamorfosi di Ovidio.

Età dell'argento

Nel 1637, in appena due mesi, il Cortona eseguì l'Età del bronzo e quella del ferro. I lavori iniziarono ben presto, tant'è che in una lettera spedita a Roma il 20 luglio del 1637 (circa un mese dopo il suo arrivo a Firenze) destinata al cardinale Francesco Barberini, il pittore diceva che: «Credevo poter dare avviso a Sua Eminenza di tutto il viaggio del sig. cardinal Sacchetti, ma mi è bisognato trattenermi qui a Firenze, per fare due quadri a frescho a S.A., che uno è l'età de l'oro e l'altro de l'argento, e a la fine di agosto li avrò finiti sicuro, e poi, se è con gusto di Sua Eminenza, seguiterò il viaggio.».
Una successiva lettera del 13 settembre dello stesso anno, inviata sempre al protettore Barberini a Roma, dà la prova che le pitture erano quasi in fase di completamento, mentre il granduca Ferdinando II manifestava le sue intenzioni di far continuare ancora il ciclo con le altre due mancanti, anche se il Cortona non palesava alcun impegno formale, in quanto conscio di dover ritornare a Roma per completare il Trionfo della Divina Provvidenza: «Io qua mi trovo alla fine delle due storie per il fresco, solo mi manca il ritoccarle, che una è quella de l'oro, l'altra de l'argento. In questa stanza ci mancherebbe quella del rame (bronzo) e quella del ferro. Sua Altezza mi domandò se io avessi il pensiero di fare il viaggio in Lombardia finite le due, e al ritorno ripassare per Firenze e fare l'altre ue. Io gli risposi che avevo il pensiero di ritornare per la strada di Loreto; e così non mi disse altro. Ma S.A. è informata benissimo degli obblighi che ho con. V.E. [per la conclusione della volta del palazzo Barberini]… tuttavia io non mi sono impegnato di parola veruna, ma questi signori sempre mi dicono che S.A. desidera e vorria che io le finissi questa stanza, la quale a finirla ci vorrebbe due altri mesi.».
Dopo il breve viaggio a Venezia, e quindi il rientro a Roma, non si hanno informazioni puntuali circa il secondo soggiorno fiorentino del pittore. Di certo si sa che nel 1639 è in corso l'ultimazione della volta Barberini di Roma, tant'è che in una lettera inviata a settembre di quell'anno a Michelangelo Buonarroti il Giovane, il Cortona esprimeva la sua speranza di ritornare a Firenze intorno al mese di marzo del nuovo anno, quindi nel 1640, per finire i lavori iniziati. Nel corso del 1640-1641 il pittore è dunque a Firenze per completare gli altri due affreschi mancanti della serie della Stufa, dove in questa occasione ricevette la commessa delle sale dei Pianeti, quindi l'Età dell'oro e dell'argento.
Diversi sono i disegni preparatori eseguiti dal Cortona per la realizzazione delle quattro scene, di cui alcuni sono al museo di Princeton, al Gabinetto delle Stampe di Roma e a quello degli Uffizi, mentre altri sono all'Albertina di Vienna.

## Descrizione

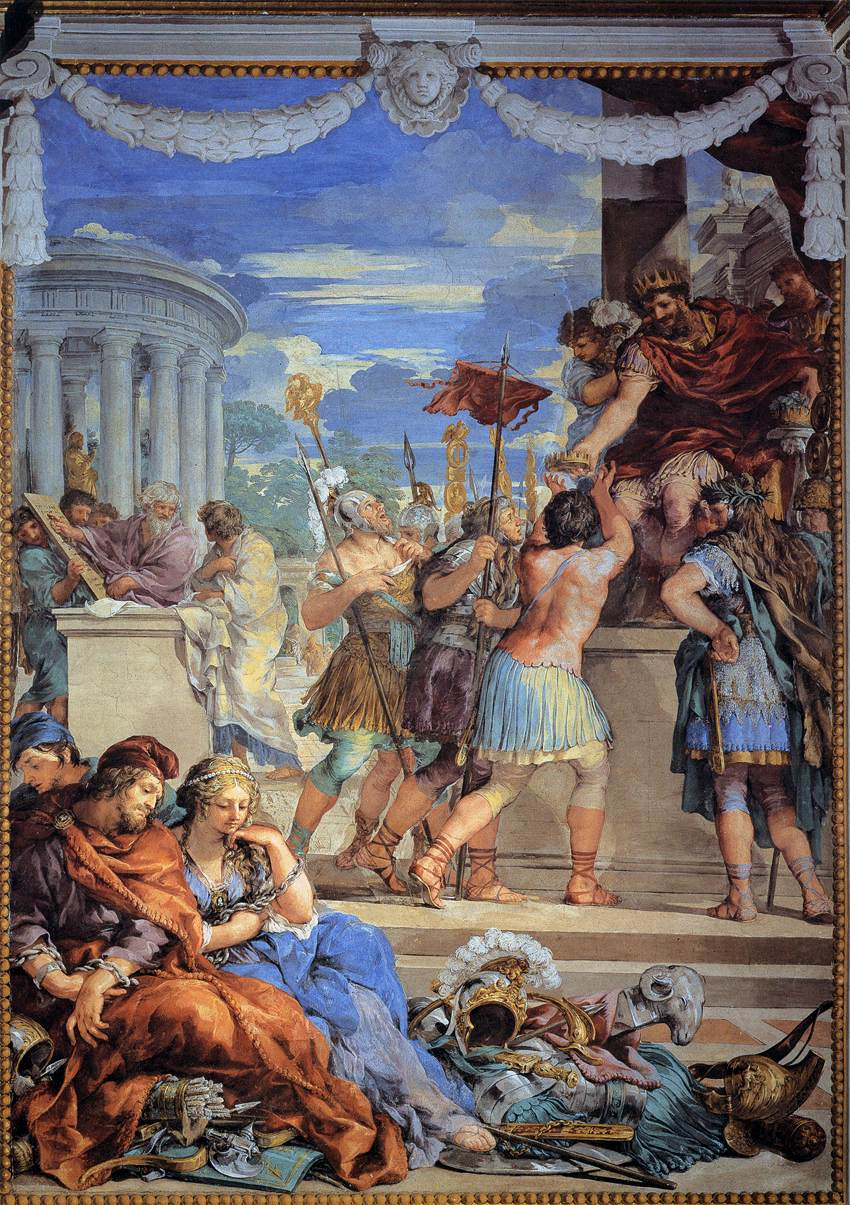
Età del bronzo

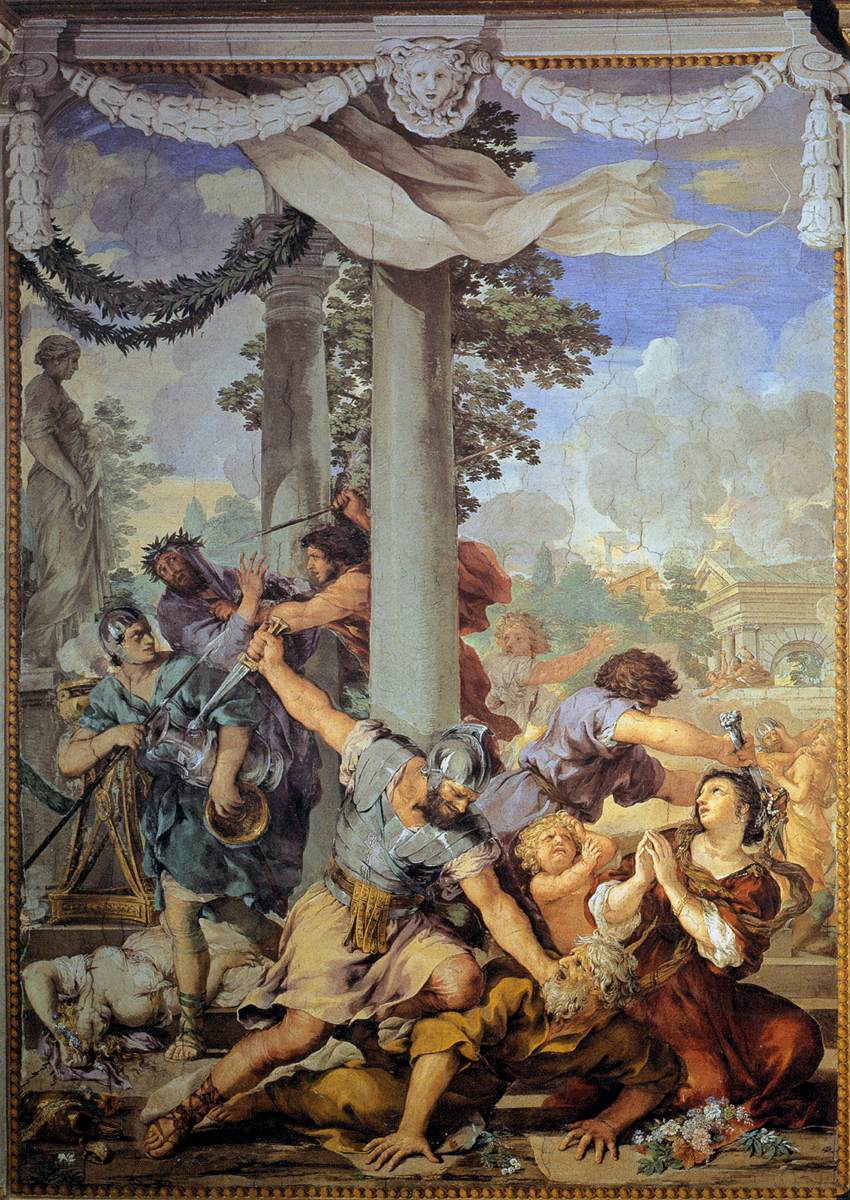
Età del ferro

Nell'Età dell’oro, Ovidio immaginò un contesto senza eserciti, dove le persone vivevano nell'ozio senza timore di pene e di minacce, «[…] senza bisogno di eserciti, la gente viveva tranquilla in braccio all'ozio. Libera, non toccata dal rastrello, non solcata dall'aratro, la terra produceva ogni cosa da sé e gli uomini, appagati dei cibi nati spontaneamente, raccoglievano corbezzoli, fragole di monte, corniole, more nascoste tra le spine dei rovi e ghiande cadute dall'albero arioso di Giove. Era primavera eterna: con soffi tiepidi gli Zefiri accarezzavano tranquilli i fiori nati senza seme, e subito la terra non arata produceva frutti, i campi inesausti biondeggiavano di spighe mature». Nella scena di riscontra quindi un clima e un paesaggio ideale, incontaminato, con una quercia (simbolo di forza) da cui cadono ghiande, alcune colte da un giovane arrampicatovi, con sotto un uomo che suona la lira e una fanciulla che gli pone sul capo una corona di alloro, a destra sono invece altre figure in animo sereno e gioviale, mentre al centro della scena si vede un fanciullo a cavallo di un leone mansueto, che sta a identificare proprio l'era di pace.
L'Età dell'argento viene descritta da Ovidio come età di semina dei campi: «Quando Saturno fu cacciato nelle tenebre del Tartaro e il mondo cadde sotto il dominio di Giove, e subentrò l’Età d’Argento, peggiore dell'aurea, ma più preziosa di quella fulva del bronzo. Giove ridusse l'antica durata della primavera e divise l’anno in quattro stagioni: l'inverno, l'estate, un autunno variabile e una breve primavera. Allora per la prima volta l’aria si fece di fuoco per l'arsura o si rapprese in ghiaccio per i morsi del vento; per la prima volta servirono case, e furono grotte, arbusti fitti, rami legati insieme da fibre; allora in lunghi solchi si seminarono i cereali e i giovenchi gemettero sotto il peso del giogo». Gli elementi dell'agricoltura sono quindi la parte centrale della scena, come le spighe di grano che tiene una delle tre donne coperte sotto il tendone a destra, alcuni attrezzi dinanzi a loro, mentre sulla sinistra sono alcune figure intente a vendemmiare, con dinanzi una donna distesa accanto a dei frutti. In secondo piano sulla sinistra sono poi un uomo che spinge un bue e un altro che porta un animale ucciso in spalla, mentre sullo sfondo al centro, sullo scorcio paesaggistico, si trovano altri uomini che tosano delle pecore.
Le terza età è quella del bronzo, che ne Le Metamorfosi viene rappresentata più crudele e incline «all'orrore delle armi» (che infatti vengono mostrate al centro, deposte dai barbari sconfitti, disposti in primo piano in basso a sinistra della scena), «ma non scellerata». Sullo sfondo a destra invece è l'imperatore vincitore che è seduto sul trono osannato dai soldati, mentre a sinistra è un'architettura colonnata. La presenza del suddetto tempio, così come dell'anziano con una tavola che spiega ad altri personaggi, così come la figura dell'imperatore a simboleggiare la guerra, dimostrano che l'età "non è scellerata" in quanto non è in preda alla follia più assoluta, ma comunque è governata dalle leggi e da una certa disciplina, sacra e civile, come poteva essere stata quella dell'Impero Romano.
L'ultima rappresentazione è quella dell'Età del ferro, dove viene trasposto il contesto di guerra e atti di violenza che dominano questa fase, fatta anche di inganni e trame: «Così fu estratto il ferro nocivo e più nocivo ancora l'oro: e comparve la guerra, che si combatte con entrambi e scaglia armi di schianto con mani insanguinate. Si vive di rapina: l'ospite è alla mercé di chi l'ospita, il suocero del genero, e concordia tra fratelli è rara. Trama l'uomo la morte della moglie e lei quella del coniuge; terribili matrigne mestano veleni lividi; il figlio scruta anzitempo gli anni del padre.».